# Nazionale di atletica leggera dell'Unione Sovietica
La nazionale di atletica leggera dell'Unione Sovietica era la rappresentativa dell'Unione Sovietica nelle competizioni internazionali di atletica leggera riservate alle selezioni nazionali.

## Bilancio nelle competizioni internazionali
La nazionale sovietica di atletica leggera vanta 9 partecipazioni ai Giochi olimpici estivi.
L'atleta sovietico che ha vinto più medaglie olimpiche nella propria carriera è il velocista Valerij Borzov, capace di aggiudicarsi 5 medaglie, di cui 2 d'oro, 1 d'argento e 2 di bronzo.